# Jesús María Leizaola
Jesús María de Leizaola Sánchez (San Sebastián, 7 de septiembre de 1896-ibidem, 16 de marzo de 1989), conocido como Jesús María Leizaola, fue un abogado y político español, perteneciente al Partido Nacionalista Vasco (PNV). Fue el lendakari del Gobierno de Euzkadi en el exilio entre 1960 y 1978.

## Biografía

### Formación, inicios y vida laboral
Hizo su escolaridad internado en el famoso Colegio del Buen Consejo de Lecároz (Navarra) y la carrera universitaria de Derecho en la Universidad de Valladolid, licenciándose el año 1915. Ese mismo año ingresó en la Diputación de Guipúzcoa como letrado participando en diversas gestiones y negociaciones con el Gobierno central y en las reivindicaciones autonomistas de 1917.
Era en 1918 secretario del Centro Católico de San Sebastián y, como tal, colaboró en la puesta en marcha del I Congreso de Estudios Vascos mediante la cesión de las butacas del centro. En 1919 obtuvo la plaza de jefe de sección de Hacienda del Ayuntamiento de Bilbao.
Durante el III Congreso de Estudios Vascos celebrado en Gernika en 1922 protagonizó un sonado incidente al participar, aprovechando la llegada de Alfonso XIII, en una manifestación pro-Universidad Vasca por lo que fue encarcelado. 
Estuvo casado desde 1924 con María del Coro Loidi Zulaika.
Intervino en la renovación del Concierto Económico en 1925 y en el affaire del crédito de la Unión Minera, entidad de la que se encargó como liquidador, por orden judicial, y de la que siguió siendo consejero jurídico durante seis años. 
Fue delegado guipuzcoano al primer Congreso del sindicato STV (Éibar 1929) y dirigente de Solidaridad de Empleados Vascos. Ocupó cargos (consejero de Euzkadi) en la prensa del PNV.

### Parlamentario durante la Segunda República
Inició su andadura política como diputado del PNV en las Cortes Españolas durante la Segunda República. Concretamente fue elegido diputado por Guipúzcoa en 1931 con la candidatura de la coalición católico-fuerista que defendía el Estatuto de Estella.
En el debate de totalidad del proyecto de Constitución de 1931 fue el portavoz de la Minoría vasco-navarra. En su intervención dijo que "por primera vez en la historia constitucional se puede decir que en unas Cortes se encuentra presente la integridad de la representación política del pueblo vasco; dividido, eso sí, en un grupo mayoritario que componemos nosotros, y en una minoría que se encuentra distribuida por esos bancos". Y a continuación destacó que el proyecto de Constitución admitía

el dar cauce a la aspiración vasca fundamental que consiste desde hace noventa y dos años, en ver restaurada, como cuerpo político propio, aquella personalidad políticamente existente, de una manera efectiva, con poderes efectivos, hasta 1839

Pero después se mostró muy crítico con el proyecto de Constitución, especialmente con la proclamación de la aconfesionalidad del Estado porque "en el pueblo vasco sigue en pie la voluntad de permanecer fiel a su secular fisonomía espiritual, y que no pide sino que se reconozca su personalidad para llevar adelante la plena expansión de su cultura". Seguidamente señaló que "este texto constitucional cercena, entre otras cosas, la libertad de enseñanza, la libertad de asociación y el derecho de los padres de familia a dirigir la educación de sus hijos". En esa misma línea se manifestó en contra del divorcio porque "el matrimonio es una institución de sacrificio... una cruz inevitable, es un sacrificio que santifica". Por último hizo un alegato en defensa de la religión y la Iglesia católica, la familia y la propiedad, amenazadas, a su juicio, por el proyecto constitucional:

Habéis puesto ahí muy bien la mina para atacar a la religión y la mecha encendida y preparada para ello; habéis preparado también un barreno que hará saltar la familia; os habéis acordado igualmente, de poner en manos del Estado la piqueta y la obligación de manejarla, aunque la tarea sea lenta y fatigosa, para acabar con la propiedad privada, pero nada se ve que hagáis para alzar o edificar

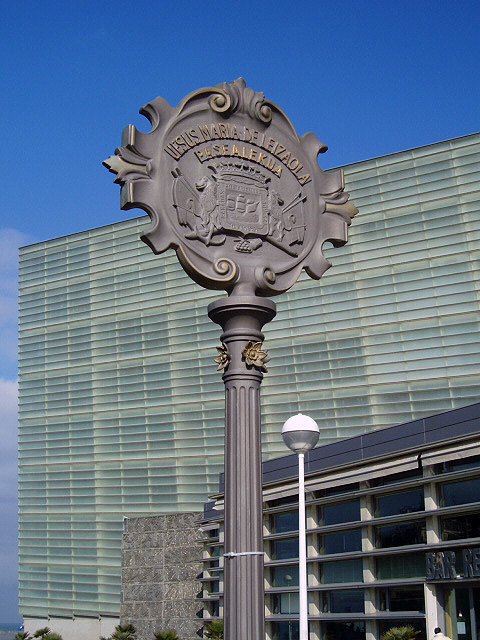
Rótulo del paseo Jesús María Leizaola en su localidad natal, San Sebastián.

Fue reelegido en 1933 pero en junio de 1934 renunció a su acta.

### Consejero del Gobierno Vasco
Tras la Guerra Civil fue miembro del gobierno del lehendakari José Antonio Aguirre como Consejero de Justicia y Cultura.

### Lendakari del Gobierno Vasco en el exilio
Leizaola sucedió a Aguirre como lendakari en 1960, tras el repentino fallecimiento de este. Su labor como lendakari desde París fue principalmente simbólica encargándose de mantener viva la llama del Gobierno vasco en el exilio y denunciando la dictadura franquista.
Leizaola fue también crítico con ETA , organización surgida en 1958 entre jóvenes nacionalistas vascos, que consideraban demasiada tibia la oposición que realizaba el Gobierno vasco en el exilio y buscaban una oposición más activa. Cuando ETA comenzó a cometer acciones violentas y asesinatos en la década de 1960, Leizaola condenó públicamente la utilización del terrorismo como método de lucha política. Sin embargo durante el Proceso de Burgos, el gran proceso judicial que el franquismo planteó contra ETA en 1970, encabezó una delegación del Gobierno Vasco que visitó la Ciudad del Vaticano para pedir que la Santa Sede intermediara ante el gobierno español para que el juicio fuera público y posteriormente no se ejecutaran las condenas a muerte. 
En abril de 1974 fue noticia al publicarse que había entrado con identidad falsa en España durante un día y tomar parte en una celebración clandestina del Aberri Eguna (Día de la Patria Vasca) en la Casa de Juntas de Guernica. Sin embargo el propio interesado lo desmintió en una entrevista concedida al periodista Vicente Talón en el gubernamental diario Pueblo, indicando que contó con autorización oficial y expresó elogios a como se había reconstruido esa bombardeada localidad.
Pocos días antes de la muerte de Franco, cuando ya se sabía que su situación era irreversible, Leizaola fue invitado a un programa especial de la televisión francesa para tratar el futuro de España después de Franco. En ese histórico programa de televisión participaron como contertulios junto a Leizaola entre otros Fernando Valera, Federica Montseny, Federico Melchor, Max Gallo, Gonzalo Fernández de la Mora, Javier Carvajal, Miguel Boyer y la futura ministra Loyola de Palacio, entonces una estudiante.
Tras la muerte de Franco el 20 de noviembre de 1975 se inició el periodo político conocido como la transición, en el que el régimen autoritario de Franco se transformó paulatinamente en un régimen democrático y finalmente se restableció la autonomía en el País Vasco. Durante este periodo Leizaola comenzó a pasar más tiempo en el País Vasco-Francés que en París para estar más cerca del ambiente político vasco y poder reunirse con sus principales actores. En 1976 comenzó a plantearse también la posibilidad de que el ya octogenario Leizaola regresara al País Vasco y se estableciera en Bilbao, pero el PNV, partido al que pertenecía Leizaola y que era el principal sustentador del Gobierno Vasco en el exilio consideró que Leizaola debía mantenerse en el exilio hasta que el País Vasco recobrara una autonomía equiparable a la de la Segunda República o al menos se encauzara de forma irreversible este proceso. Leizaola manifestó públicamente en 1977 que correspondería a la Asamblea de Parlamentarios Vascos, formada por los parlamentarios y senadores vascos elegidos en las elecciones generales de 1977 negociar con el gobierno español de Adolfo Suárez surgido de esas mismas elecciones la devolución de la autonomía vasca. De esa forma el Gobierno en el exilio delegaba en la representación vasca del interior la recuperación de la autonomía.
Sin embargo el Gobierno de Euzkadi en el exilio se mantuvo sin disolverse cuando se formó en 1978 el Consejo General Vasco, surgido a partir de la Asamblea de Parlamentarios Vascos. El Consejo General Vasco se encargó de gestionar el régimen pre-autonómico que Madrid concedió al País Vasco. Las relaciones entre el primer Consejo General Vasco presidido por el socialista Ramón Rubial y el Gobierno de Euzkadi en el exilio no fueron del todo cordiales ni exentas de alguna tensión, ya que coexistían dos instituciones que emanaban de legalidades diferentes y que se erigían en representantes del pueblo vasco. Desde buena parte de las fuerzas políticas del Consejo General Vasco no se entendía que el Gobierno Vasco en el exilio siguiera existiendo una vez que se había creado una institución que representaba a los vascos y que estaba elegida sobre la base de criterios representativos. El PNV no quiso sin embargo disolver el Gobierno en el exilio hasta que se hubiera aprobado el nuevo Estatuto de Autonomía y Leizaola pudiera traspasar simbólicamente su cargo a un nuevo lehendakari elegido por las urnas. Con el segundo Consejo General Vasco, formado en 1979, donde el PNV ostentaba la presidencia, las relaciones con el gobierno en el exilio mejoraron. 
El Estatuto de Guernica fue aprobado en referéndum el 25 de octubre de 1979. El 29 de noviembre de 1979 el Congreso de los Diputados aprobó el Estatuto Vasco y el 12 de diciembre fue ratificado por el Senado. El Estatuto de Autonomía Vasco entraba en vigor. Solo tres días más tarde, el 15 de diciembre de 1979, Leizaola regresaba oficialmente al País Vasco, tras 43 años en el exilio y se cerraba la oficina del Gobierno Vasco en París.  Leizaola tuvo un recibimiento multitudinario en Bilbao a su llegada y fue objeto de un gran homenaje popular. 

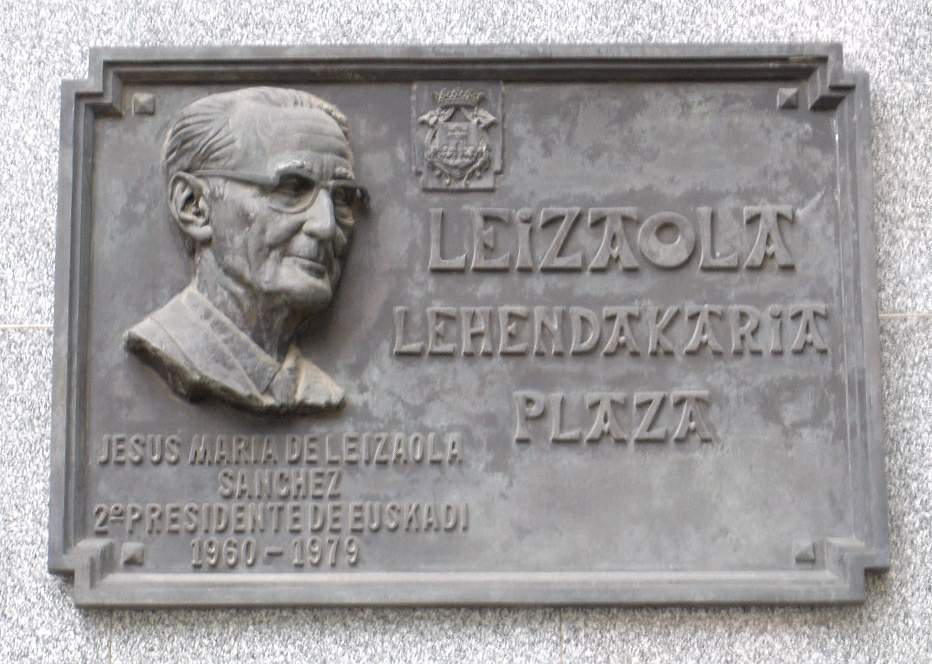
Placa memorial de Jesús María Leizaola en la Plaza a él dedicada en Vitoria

El 16 de diciembre de 1979, en un acto celebrado en la Casa de Juntas de Guernica, Leizaola hizo entrega simbólica de las llaves de la sede del Gobierno Vasco en París a Carlos Garaikoetxea, presidente del Consejo General Vasco, dando de esta forma por disuelto el Gobierno Vasco en el exilio y cediendo su testigo simbólico al Consejo General Vasco que en pocos meses se iba a transformar en el Gobierno Autónomo Vasco. Sin embargo solo acudieron a ese acto los representantes de PNV y Euskadiko Ezkerra en dicho Consejo, ya que los consejeros de PSE-PSOE y UCD no reconocían ya la legimitidad de Leizaola. El PSE-PSOE por ejemplo había abandonado el Gobierno Vasco en el exilio tras la aprobación de la Constitución Española.

### Últimos años
Leizaola pasó a residir los últimos años de su vida en San Sebastián, tras su regreso en 1979. 
Todavía tuvo sin embargo cierto papel político, ya que en las elecciones al Parlamento vasco de 1980 encabezó la candidatura del PNV por Vizcaya. Fue elegido parlamentario vasco en las elecciones del 9 de marzo de 1980. Con 83 años de edad presidió la mesa de edad del Parlamento Vasco en su sesión inaugural que se constituyó provisionalmente en la Casa de Juntas de Guernica el 31 de marzo de 1980. Fue también el primero en dar un discurso en el Parlamento Vasco. En agosto de ese mismo año se retiró de la vida política. Fue sustituido por José Antonio Rubalkaba como parlamentario vasco.
Falleció en San Sebastián por un infarto en 1989, a los 92 años de edad.

## Labor literaria
Su labor política la compaginó con inquietudes literarias e intelectuales. Fue autor de literatura vasca y de estudios de poesía.
Escritor y conferenciante en euskera y castellano sobre los más diversos temas, ha publicado, aparte de la asidua colaboración en periódicos y revistas (Euzkadi, Guipuzkoarra, Argia, El Día, Yakintza, Eusko-Enda, Euzko-Deia, Alderdi, Diario Oficial, etc.) los siguientes trabajos:
1. Literatura vasca, en "Enciclopedia Hispano-Americana Espasa", Barcelona 1923;
2. La frontera vasca contra los moros, segunda edición, Bilbao 1937;
3. Contribución de los vascos a la formación y a la ciencia del Derecho, segunda edición, Bilbao 1937;
4. Estudios sobre la poesía vasca, Buenos Aires, 1951;
5. La "Crónica" en la poesía popular vasca, Editorial Ekin, Buenos Aires, 1961;
6. Líneas generales de la formación de la economía vasca en la historia hasta hoy, Venezuela 1962;
7. 1808-1814 en la poesía popular vasca y otros estudios, edit. Ekin, Buenos Aires, 1965;
8. Romances vascos y literatura prehistórica, edit. Ekin, Buenos Aires, 1969;
9. Acontecimientos del s. XX en poetas euskéricos, edit. Ekin, Buenos Aires, 1974;
10. Crónicas y romances en la poesía euskérica, en el tomo de Literatura V de B. Estornés Lasa de la "Enciclopedia General Ilustrada del País Vasco", San Sebastián, 1981;
11. La marina civil vasca en los siglos XIII, XIV, XV. Primera parte, s. XIII. Edit. Sendoa, San Sebastián, 1984.

Sus obras completas han sido recogidas por la Editorial Sendoa de San Sebastián en cuatro volúmenes que aparecen entre 1981 y 1985.

## Toponimia
Varias localidades del País Vasco han querido recordar al lehendakari Leizaola en su callejero.
- Berango: Calle.
- Bilbao: Calle en Abandoibarra.
- Munguía: Plaza.
- Nanclares de la Oca: Calle.
- San Sebastián: Paseo del espigón junto al palacio Kursaal.
- Vitoria: Plaza.
- Zamudio: Plaza.